# Achrysocharoides suprafolius
Achrysocharoides suprafolius är en stekelart som först beskrevs av Askew 1974.  Achrysocharoides suprafolius ingår i släktet Achrysocharoides och familjen finglanssteklar. Inga underarter finns listade i Catalogue of Life.